# Cal Torres (Sallent)

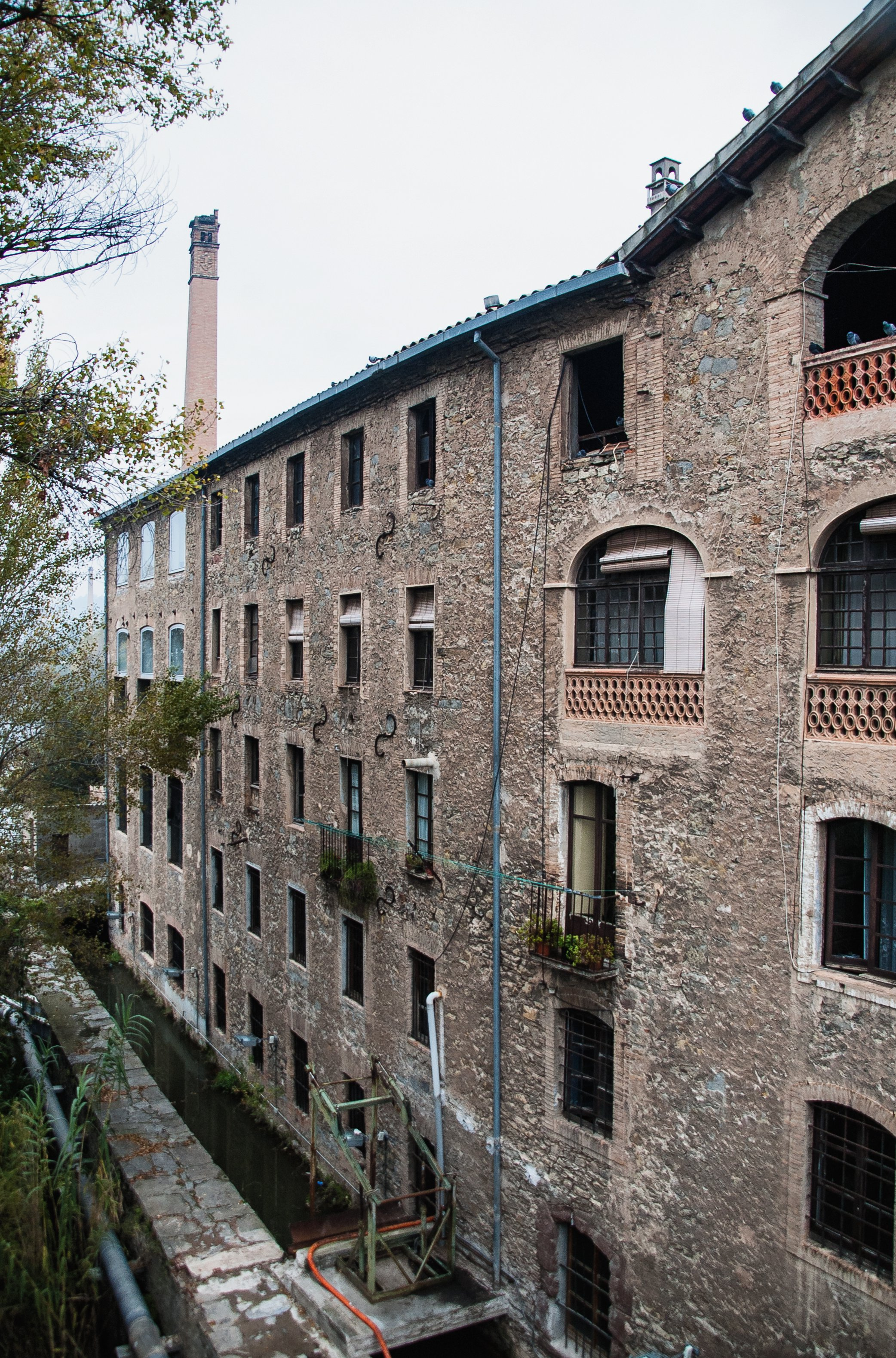
Fàbrica de Cal Torres

Cal Torres és un conjunt casa-fàbrica de Sallent (Bages) inclòs en l'Inventari del Patrimoni Arquitectònic de Catalunya.

## Història
Les primeres notícies de la vinculació dels Torres amb la vila de Sallent daten de l'any 1252, i al segle xvi ja eren propietaris de grans extensions de terres de conreu. Joan de les Torras (1567-) va fer construir les voltes del soterrani (una de les quals porta la data de 1625), i en temps del seu fill Miquel de las Torras (1633-) es van obrir 
un nou portal adovellat i unes finestres, una de les quals té gravada a la llinda la data de 1683.
El 1740, el matrimoni format per Rosa Torras i Solà i Jaume Cererols van fer construir la cúpula ovalada de l'escala principal. El 1754, el seu fill Josep Torras i Cererols es va casar amb Teresa Amat i Pont i d'aquest matrimoni van néixer dotze fills, la qual cosa va obligar a ampliar la casa amb la construcció de noves crugies cap a ponent, tancant l'edifici en forma d'«U»; algunes finestres es van transformar en balcons de ferro i es va decorar l'interior seguint el gust de l'epoca. Dues llindes de la façana sud, una al damunt d'un nou portal i l'altra en un balcó, porten la data de 1774.
Entre els fills del matrimoni destaquen Fèlix (1772-1847), que va ser bisbe d'Astorga des del 1837 fins a la seva mort, Ignasi (1768-1811), també eclesiàstic, i Antoni (1756-1831), l'hereu de la finca. El 1814 demanà autorització al bisbat per a prendre aigua del canal de la Mitra, per tal de moure unes rodes hidràuliques destinades a unes màquines que pensava instal·lar en un nou cos de cinc plantes adossat a la casa. En els capítols matrimonials entre el seu fill Josep Torres i Sagristà i la pubilla Agnès Torrents i Miralda, el fabricant Pau Miralda (que devia ser l'oncle de la noia) es comprometia a construir la fàbrica si li proporcionaven l'aigua i a pagar un lloguer per les facilitats donades.
més coneguts.
La fàbrica es posà en marxa el 1816 i, pocs mesos després, la pubilla de Can Miralda es casà amb l'hereu de Cal Torres. El 1817 el Capità general de Catalunya Castaños visità Sallent i la fàbrica de draps de llana de Pau Miralda i Cia, que segons un escrit del 1818 de la Junta de Comerç tenia maquinària francesa, nacionalitat a la que també pertanyia el personal que la feia funcionar.
El març del 1830, Antoni Torres i Amat va llogar la fàbrica a la societat Bonaplata, Vilaregut i Cia. El lloguer es va establir per 5.000 lliures per cinc anys, anant les obres d'adaptació a càrrec de la companyia. Hi treballaren fins a 300 persones i ja incorporava la nova maquinària de ferro. Però l'experiència no acabà de funcionar pels problemes de transport de les primeres matèries i dels teixits acabats, alguns dels quals foren robats i fins i tot incendiats. El 1833, la nova societat Bonaplata, Rull, Vilaregut i Cia va llogar les màquines i utensilis de la fàbrica a Joan Vilaregut i Albafull per 5 anys, a raó de 12.000 lliures anuals. A principis del 1836, un cop vençut l'anterior contracte, els germans Joan i Pelegrí Vilaregut llogaren la fàbrica a títol personal, i el primer comprà la maquinària.
L'hereu Manuel Torres i Torrents (1819-1888), advocat i escriptor, va construir o ampliar la fabrica denominada «El Tint» a l'altra banda del Pont Vell (construït el 1373), i adossada a la del 1815, hi va construir una nau rectangular amb una estructura portant de pilars de fosa, possiblement a la dècada del 1880. L'antic molí es va traslladar a l'altra banda del pont, i en el seu lloc es va posar una turbina. Al nou edifici se li va adossar una altra construcció per instal·lar-hi una màquina de vapor, i l'arquitecte Josep Torres i Argullol, fill de Manuel, i va aixecar una xemeneia troncopiramidal.
Amb l'arribada de la fil·loxera el 1892 i la consegüent destrucció de les vinyes, la família Torres va fer suspensió de pagaments i es va veure obligada a vendre la casa-fàbrica a l'Elèctrica Sallentina. A la dècada del 1930, un cop superats els problemes 
económics, Josep Torres i Baxeres recomprà la propietat i la va reformar: la planta 
baixa de la casa es va adaptar com a habitatge del rector i les dependències familiars es van ampliar a la planta pis de la fàbrica vella.
Durant la Guerra Civil, l'Ajuntament de Sallent hi va traslladar les seves dependencies i va tenir cura d'una part de la biblioteca de la família, actualment a la Biblioteca de Catalunya. La família hi va tornar el 1940 i en va continuar la reforma. Va fer aixecar una torre a l'angle sud-oest de la casa (amb un fals escut nobiliari) i va decorar els interiors amb pintures murals, obra 
del pintor Vilarrúbias. El 1950, els Torres es van traslladar definitivament a Barcelona, deixant la casa i la fabrica en mans de diversos llogaters.
L'any 1976, el propietari Josep Maria Torres Millán va vendre la biblioteca familiar a la Diputació de Barcelona, la qual va acabar adquirint el conjunt el novembre del 1981 per 23 milions de pessetes. La casa fou rehabilitada pel Servei de Patrimoni Arquitectònic Local per a convertir-la en museu, i la fàbrica ho fou pels arquitectes Enric Batlle i Joan Roig per a instal·lar-hi la Biblioteca Sant Antoni Maria Claret, una actuació que va rebre el Premi Bonaplata de Restauració de Patrimoni Industrial (1998) i el Premi de la 1a Biennal d'Arquitectura de les Comarques Centrals (1998).

## Descripció
Aquest conjunt, d'aproximadament de 1190 m², el formen la casa pairal de la família Torres i Amat, que conté mobles, objectes d'art i ornaments i objectes litúrgics i una col·lecció de retrats de membres de la família, que va des del segle xviii fins als nostres dies, i la fàbrica annexa, situada al costat del riu, actualment seu de la biblioteca municipal.
La casa pairal consta de tres habitatges. Dos en el sector occidental, el proper al riu, on hi ha l'habitatge de l'antic administrador i la dels porters. L'habitatge de la família ocupa l'espai des de la torre fins a la cantonada, amb uns baixos, compartits per un bar, un magatzem i un garatge, juntament a un gran celler a un nivell inferior al del carrer. El primer pis està dividit en dues classes d'habitacions, les que donen al carrer i al riu són les nobles, decorades amb mobles vuitcentistes i pintures murals d'imitació antiga, però pintades als anys 1950. La part nord està ocupada per les dependències modernitzades. Tot plegat està articulat per un pati interior.
La fàbrica, adossada a la casa, consta de dues parts ben diferenciats exteriorment. La més antiga és la propera, i està formada per cinc quadres d'alçada, mentre que la més moderna, que és l'ocupada actualment, només en té quatre. La sala de vapor és una dependència de rebla. Actualment està molt modificada, i es troba aïllada de la fàbrica que té al costat.
La xemeneia és quadrada i feta d'obra. Al capdamunt està coronada per unes decoracions fetes amb la mateixa obra, la qual cosa li dona un caràcter de castell; fins i tot hi ha un escut heràldic.